# Ernest Chebroux
Ernest Chebroux est un poète, chansonnier, compositeur, goguettier, dessinateur et artiste peintre français né à Lusignan le 28 septembre 1840 et mort à Paris le 2 décembre 1910.
Il a été à Paris membre et président de la goguette de la Lice chansonnière, membre de la quatrième société du Caveau et de la goguette du Pot-au-Feu. En province, membre d'honneur du Temple de la chanson, de Saint-Étienne et président d'honneur du quatrième Caveau lyonnais (fondé en 1888). En 1900, il a présidé à Paris le Congrès de la Chanson.
Jouissant de son vivant d'une notoriété certaine, son nom, sa vie, son œuvre sont aujourd'hui oubliés du grand public.

## Biographie en 1879

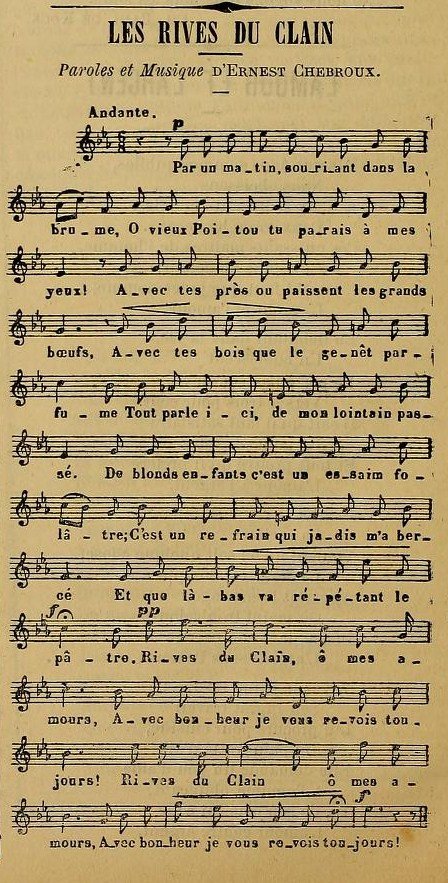
Une musique de Ernest Chebroux.

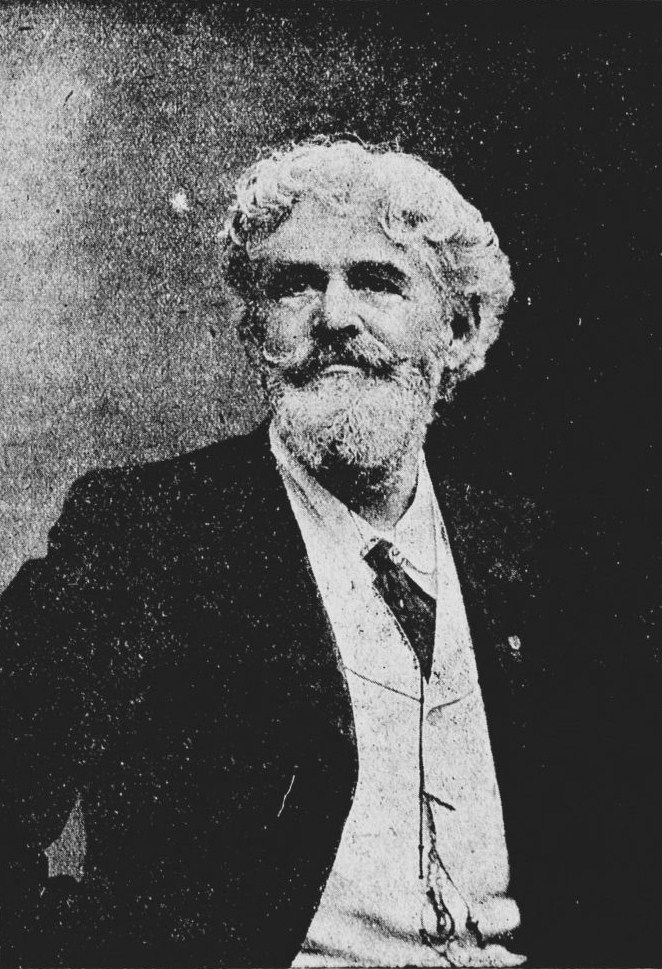
Ernest Chebroux vers 1910.

Louis-Henry Lecomte écrit dans La Chanson du 1er janvier 1879 :
La critique n'a pas seulement pour but la confirmation des renommées ; son devoir principal est, au contraire, de placer avant tous, à côte des maîtres, les laborieux apprentis que conduit l'amour du beau et que peut grandir la ferme volonté du bien.
Ernest Chebroux est né à Lusignan, petit village du Poitou, le 28 septembre 1840. Sa famille était pauvre ; le pain emplissait rarement la huche, et le bois manquait souvent au foyer. Le père, maçon-puisatier, n'avait ni le loisir ni les moyens d'envoyer son fils à l'école ; il l'employait plus volontiers à ramasser, pendant les hivers rigoureux, des branches mortes dans les forêts. — Charme irrésistible des premières années ! Chebroux a gardé de son enfance misérable un souvenir reconnaissant et attendri qu'il a fixé dans sa poétique chanson des Rives du Clain !
Lasse de végéter dans une campagne, la famille Chebroux alla s'installer à Tours. Là, l'enfant fut envoyé à l'école mutuelle; mais les difficultés que les siens éprouvaient encore à vivre lui inspirèrent bientôt une résolution héroïque. Un jour, Chebroux ne parut point a la classe. Le directeur se hâta d'en avertir les parents, qui préparèrent une correction vigoureuse. À l'heure du souper, l'enfant reparut, et, simplement :
— Mère, dit-il, en posant sur la table dix gros sous, voici ma première journée de travail.
Comment répondre à cela ? — Par de grosses larmes et des caresses. Les parents ne s'en firent pas 
faute.
De Tours, où il fut typographe, relieur, Chebroux accompagna sa famille à Paris. Il y devint régleur, enfin imprimeur, accomplissant son destin qui était, ainsi qu'il le dit lui-même, de noircir du papier toute sa vie.
Un travail manuel incessant rend l'étude difficile, à quinze ans, Chebroux savait à peine lire; mais un désir ardent de s'instruire le conduisit aux écoles du soir et lui fit dérober au sommeil tout le temps nécessaire. Il suivait assidûment les cours de grammaire et de dessin. Bientôt, son professeur de français, remarquant en lui certaines dispositions à la poésie, offrit de lui enseigner gratuitement le latin. Ces leçons précieuses durèrent deux années, au bout desquelles Chebroux traduisait couramment les historiens et les poètes. Le dimanche, par distraction, il achetait des couleurs et barbouillait les murs du logis paternel.
Nous avons parlé des dispositions de Chebroux pour la poésie ; sa jeunesse besogneuse dut à la muse plus d'un rêve consolant. À seize ans, il composait sa première chanson et la portait à l'éditeur Durand, un Licéen d'alors. Être publié, quel rêve ! et comme le cœur battait au jeune rimeur en montant l'escalier du libraire ! — Durand lut les couplets, se déclara satisfait et promit de les faire imprimer. Puis, se ravisant : « Votre chanson n'est pas complète, dit-il; ce passeur qui vit entre le ciel et l'eau, ivre de soleil et de liberté, c'est très-bien; mais ajoutez quelques vers d'amour,... que ça finisse par un mariage ! » — « Je vais chercher ce couplet, » dit le poète. Il reprit sa chanson... et la garda.
Quelques années plus tard, Chebroux devint amoureux, ce qui contribua puissamment à développer ses goûts littéraires. On ferait un volume avec les billets rimes échangés alors entre lui et son ami E. Dubois. Ce poème intime, plus heureux que la chanson du passeur, eut pour dénouement un bon mariage.
Les terribles événements de 1870 imposèrent silence à toutes les muses. Navré cependant de voir la guerre civile succéder à l'invasion, Chebroux ressaisit sa plume. Le 21 mai 1871, il improvisait et faisait imprimer, au bruit des fusils, une touchante Invocation de la France :
Oh ! qui donc mettra fin à tant d'ignominie ?
Qui donc, établissant une sainte harmonie
Entre tous les humains,
Sera la vérité, la sagesse profonde,
Le flambeau bienfaisant qui doit guider le monde
Vers de nouveaux chemins ?
Une période trop longue de représailles suivit la victoire lamentable des Français sur leurs frères. Le temps n'était certes pas aux rêveries, et Chebroux avait grandement raison de répondre à ceux qui l'engageaient à chanter :
Lorsque j'ai vu — profond dégoût,
Honte pour la raison humaine, —
Le sang coulant à plein égout
Se mêler aux eaux de la Seine ;
Quand je vois des orphelins nus,
Les yeux attachés à la terre,
Appelant et pleurant un père
Qu'hélas, ils ne reverront plus !
Enfin, quand je vois à cette heure,
Tant de misère, je gémis,
Je suspends mes chants et je pleure
Sur les malheurs de mon pays !
Mais quel poète se pourrait résoudre à l'éternel silence ? — En 1872, Chebroux collaborait à la Ligue des Poètes, et, pour se venger des misères endurées pendant les deux sièges, flétrissait, dans sa chanson des Veuillotins, les ténébreux artisans des malheurs publics. Les Échos Parisiens sollicitèrent bientôt son concours ; il l'accorda par ces vers énergiques :
Mes bons amis, dans vos Échos,
Vous voulez aujourd'hui qu'avec vous j'entre en lice ;
Lutterez-vous pour ces trois mots :
Liberté, Progrès et Justice ?
Serez-vous le fouet cinglant les abus ?
Serez-vous le flambeau qui répand la lumière ?
— Lors, amis, sous votre bannière,
Comptez un combattant de plus.
Vers cette époque, Alphonse Leclercq conduisit Chebroux à la Lice Chansonnière. La Ligue des Poètes venait d'être condamnée pour avoir publié des chansons politiques ; Chebroux, prenant texte du jugement, rima ce conseil à l'adresse de ses frères en poésie :
Vous me direz — je vous entends —
Qu'on ne saurait toujours se taire,
Qu'aujourd'hui d'adroits prétendants
Vont... chut! ce n'est pas votre affaire.
Pour relever votre pays,
A la Vierge offrez un cantique ;
Mais croyez-moi, mes bons amis.
Ne faites plus de politique !
Un mois après (mars 1873) Chebroux était reçu membre titulaire de la Lice. La même année, on le chargeait du secrétariat qu'il conserva jusqu'en 1877, où la présidence lui fut décernée.
Il est d'usage, à la Lice comme au Caveau, qu'un toast en vers contenant l'éloge de la chanson soit prononcé, chaque mois, par le poète qui préside les banquets. Douze fois de suite donc, il lui faut rajeunir par quelque originalité de forme ou de pensée un thème rebattu. Veut-on savoir comme Chebroux triomphait des difficultés du sujet ? — Qu'on lise ce portrait charmant de la chanson française :
| La divinité que je rêve, Et qui rayonne sur mes jours, Est une blonde fille d'Ève, Aux francs, aux robustes contours. Je vous la peins comme je l'aime, Insoucieuse, un peu bohème, Inconstante comme le temps, Changeante comme le nuage, Et portant sur. son frais visage Les fleurs d'un éternel printemps. | C'est la folle au joyeux délire, A l'œil rempli de volupté, D'esprit et de malignité ; À voir sa verve on pourrait dire Qu'elle eut pour mère la gaîté Et pour père un éclat de rire ! C'est celle que l'on voit toujours, Légère comme une gazelle, Allant de la plaine aux faubourgs, De la mansarde à la tonnelle, | Traînant constamment avec elle. Un essaim de fripons amours. C'est l'infatigable frondeuse Cinglant, sans trêve ni repos, La bande toujours trop nombreuse Des cafards, des fourbes, des sots ; C'est celle, enfin, dont l’œil s'enflamme, Et qui, le cœur plein de fierté, Redevient une forte femme Au souffle de la liberté ! |

La présidence de la Lice étant vacante, Chebroux en accepta complaisamment le fardeau pendant les huit derniers mois de 1878, et c'est à son refus, seul que le pouvoir ne lui a pas été continué pour l'année qui commence.
Les poésies de Chebroux (strophes, toasts ou récits) sont jusqu'à ce jour plus nombreuses que ses chansons ; mais ces dernières se recommandent par un coloris, une élévation, une verve rares. Nous citerons, parmi ses œuvres les plus connues : Il faut que je passe, le Concert bachique, Mes Illusions, les Rives du Clain, Veuillotins que je vous aime ! le Printemps qui s'éveille, Salut au voyageur, Chantons, les Trois couleurs, la Fête du travail, Premier chagrin, le Vin Français, l'Hiver a ses beaux jours.
Plusieurs de ces chansons ont été mises en musique par l'auteur même ; Darcier, Collignon, Blasini, Vaudry, Echalié, ont écrit pour les autres des mélodies nouvelles. Recherchant surtout les succès difficiles, le poète a donné peu de choses au concert ; Mme Bordas et Pacra lui doivent cependant quelques créations heureuses.
Chebroux possède aujourd'hui une imprimerie achalandée ; il est de plus dessinateur et quelque peu peintre. Entre une femme aimable et un fils déjà grand, sa vie s'écoule, laborieuse et paisible, partie à l'atelier, partie au grand air, car il a déjà pu réaliser ce rêve de tout Parisien : une maison de campagne.
Charles Vincent fit jadis collaborer Chebroux à la Chanson Française. Le rédacteur en chef de ce journal, Coligny, s'éprit du nouveau venu et le présenta partout comme un bon chansonnier de l'avenir.
— Mon cher Coligny, disait Chebroux, vous me faites souscrire là un billet qu'il me sera difficile de rembourser.
Pourquoi donc ? — N'est-il pas en fonds d'esprit et de poésie ? Par ce qu'il a fait déjà, préjugeons ce qu'il peut faire encore. Sa muse, un peu trop bucolique, entonnera quelque jour les refrains mâles. Complet alors, le talent chansonnier de Chebroux n'aura, dans le présent, nulle comparaison à redouter.

## Ernest Chebroux après janvier 1879
En 1881, Ernest Chebroux fait partie des habitués de la goguette parisienne du Pot-au-Feu.
Le 11 mai 1888, naît le quatrième Caveau lyonnais. Très lié à la quatrième société du Caveau, de Paris, il fait du chansonnier parisien Gustave Nadaud membre de cette société, son président d'honneur. C'est à la suite de la participation de Nadaud à un banquet à Lyon donné à la Villa des Fleurs, le 8 avril 1888, que ce nouveau Caveau lyonnais est né. Au moins un autre illustre Parisien est présent à ce banquet : Ernest Chebroux, membre du Caveau de Paris et de la goguette de la Lice chansonnière.
Ernest Chebroux sera fait membre d'honneur du Temple de la chanson, de Saint-Étienne et président d'honneur du quatrième Caveau lyonnais.
Il compose le numéro 99 de la Revue La Plume qui paraît le 1er juin 1893. On y trouve avec une introduction d'Armand Sylvestre des œuvres de Fernand Fau, Francis Magnard, Armand Sylvestre, Ernest Chebroux, Panard, Désaugiers, Béranger, Émile Debraux, Frédéric Bérat, Charles Gille, Pierre Dupont, Charles Colmance, Léon Deschamps, Eugène Pottier, Charles Vincent. Ces auteurs parmi lesquels se trouvent des goguettiers fameux étant censés être les représentants de la chanson classique.
En 1900 à Paris, Ernest Chebroux préside le Congrès de la Chanson.
Il meurt le 2 décembre 1910 au 16 rue Herold à Paris. Il est enterré au cimetière du Père-Lachaise (48e division).
Une rue de Lusignan et une avenue de Pontault-Combault portent aujourd'hui son nom.

## Quelques œuvres

### Chansons, poésies, musiques
- Chansons et toasts, recueil de chansons et poésies, illustré par plusieurs artistes, avec les partitions des airs originaux pour dix de ces chansons écrites par Ernest Chebroux.

### Dessins
Le dimanche 20 août 1876, le goguettier parisien Jules Échalié convie ses amis goguettiers avec leurs épouses à une mémorable partie de campagne festive à Pomponne-les-Bois. Un livre illustré avec photo d'une centaine de pages tiré à cent exemplaires immortalise l'événement. Ernest Chebroux publie à cette occasion onze dessins dont sa caricature ainsi que celles de neuf de ses amis.

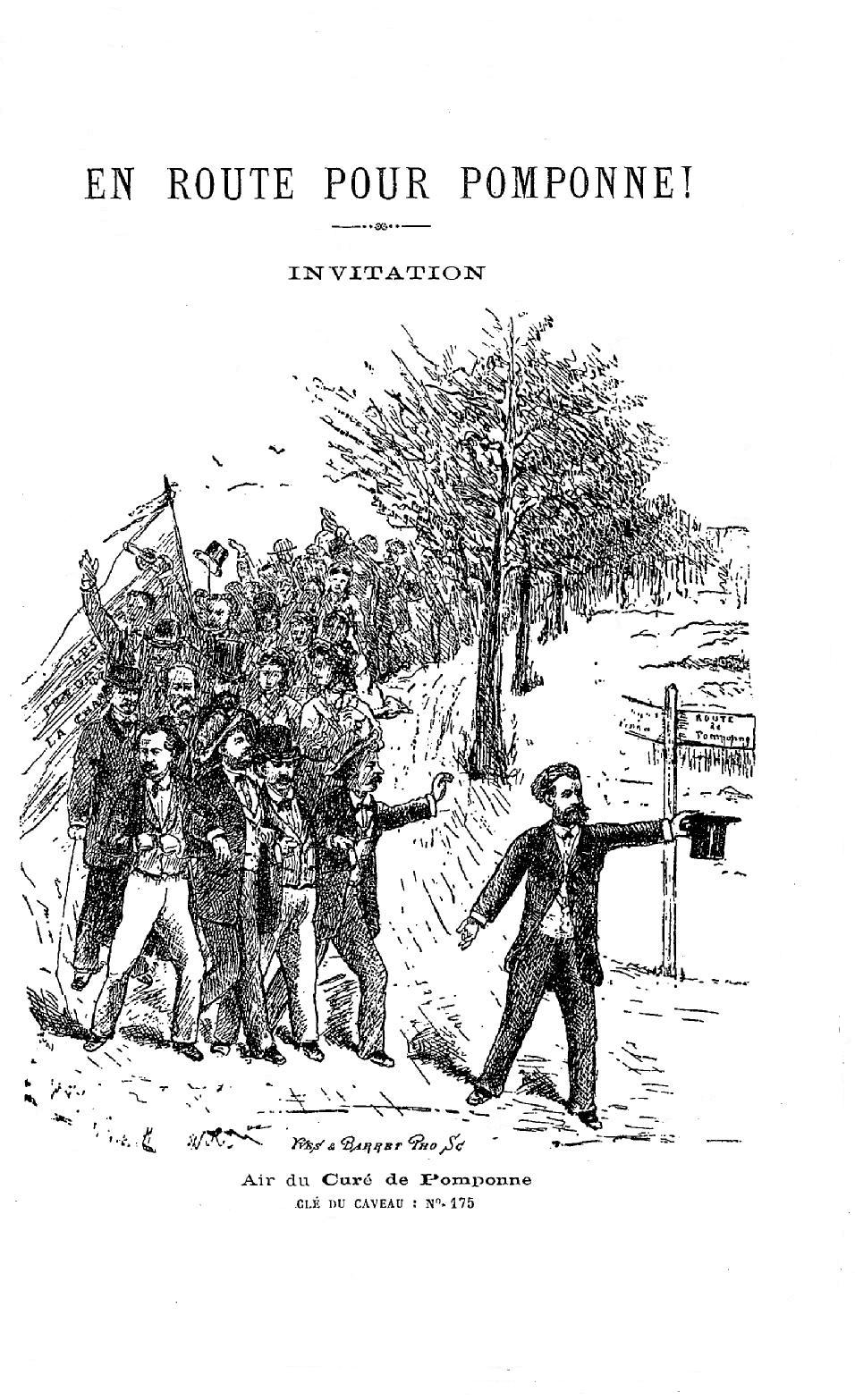
En route pour Pomponne !
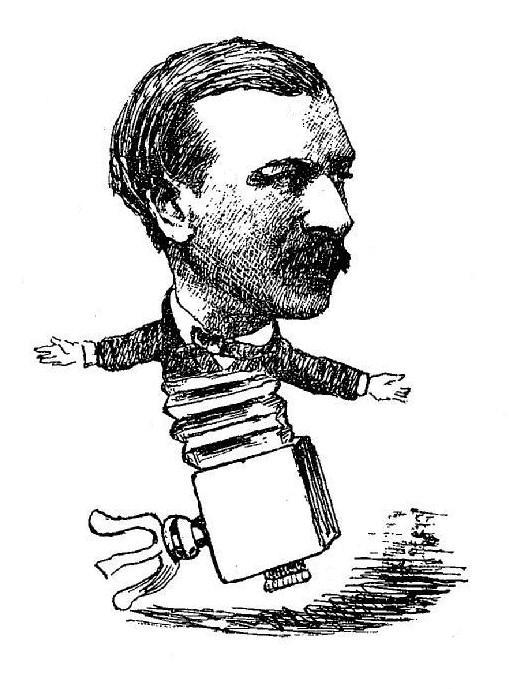
Eugène Baillet
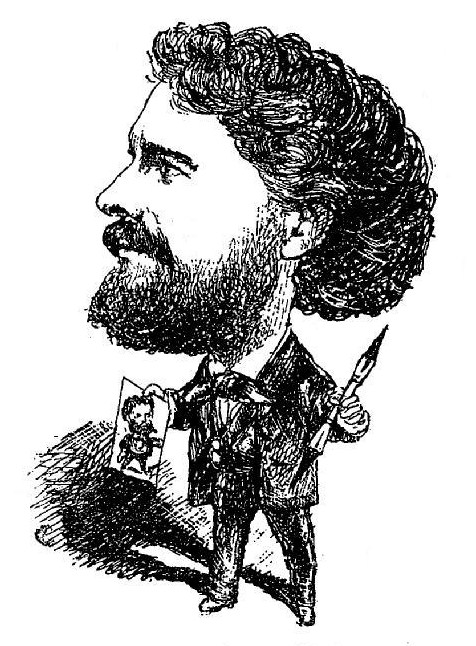
Ernest Chebroux
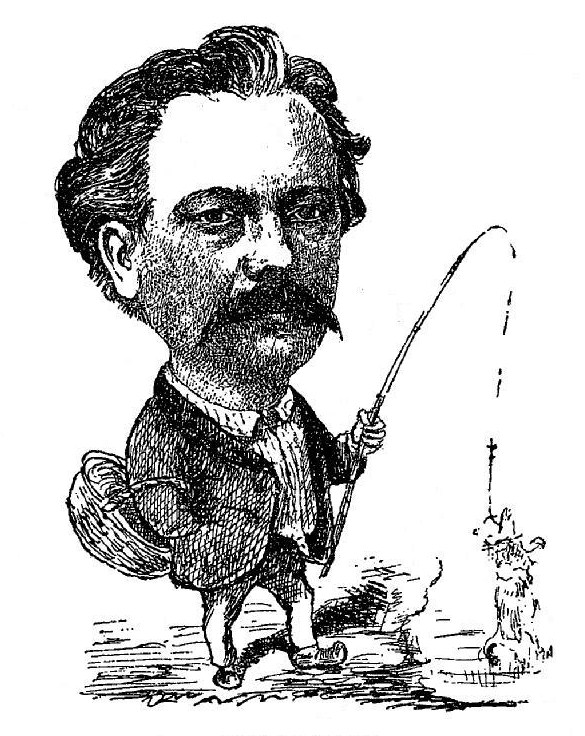
Ernest Dubois
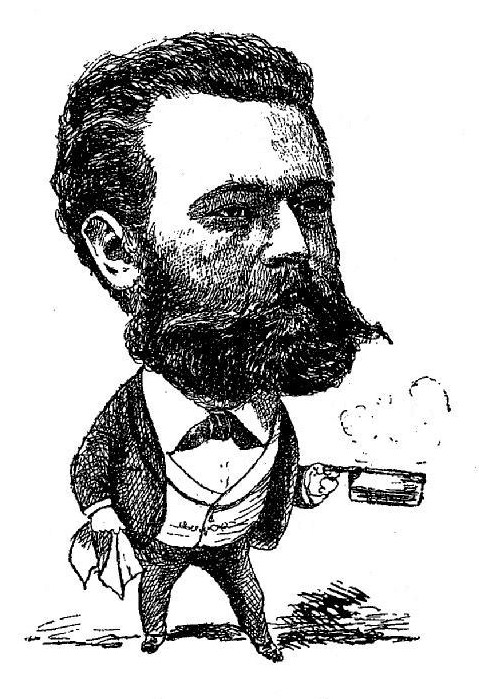
Jules Échalié
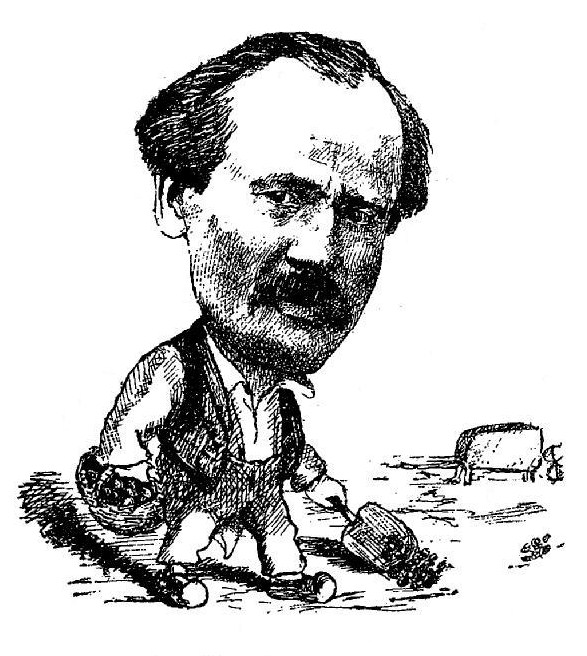
Jules Jeannin
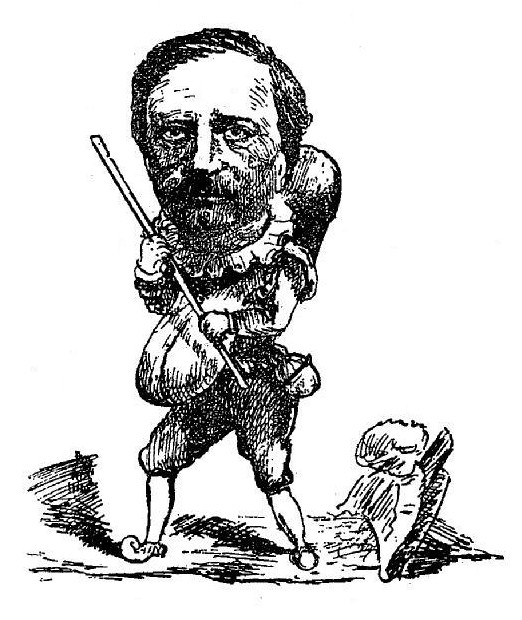
Joseph Landragin
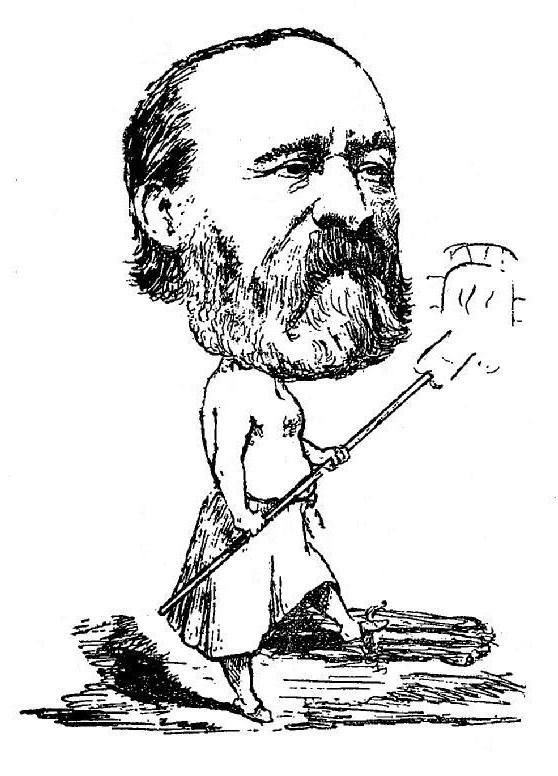
Hippolyte Leboullenger
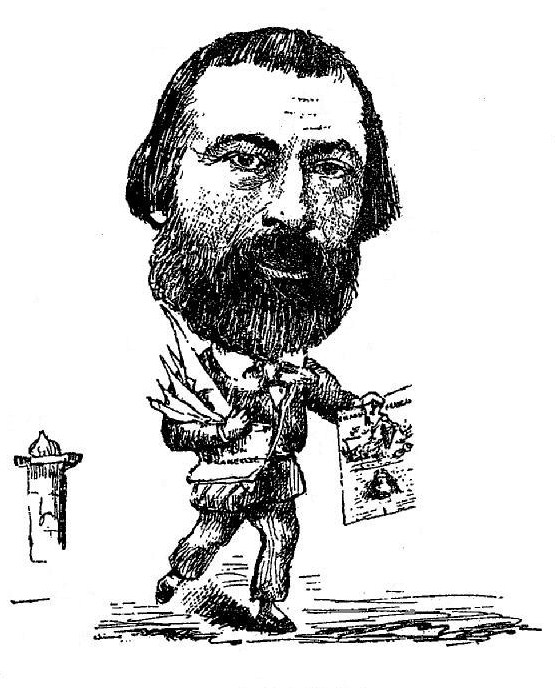
Alfred Leconte
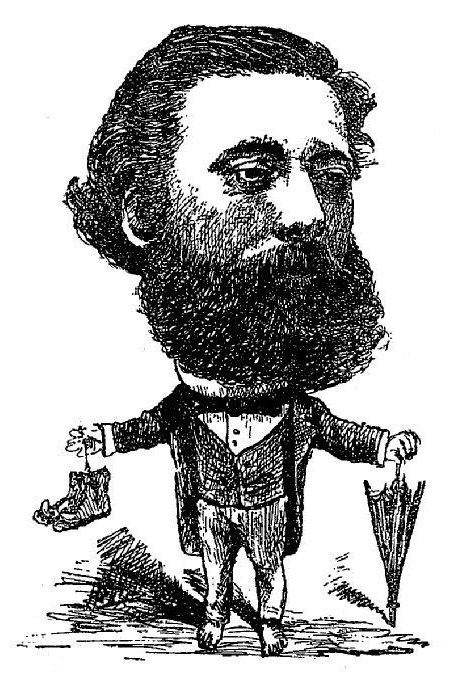
Henri Rubois
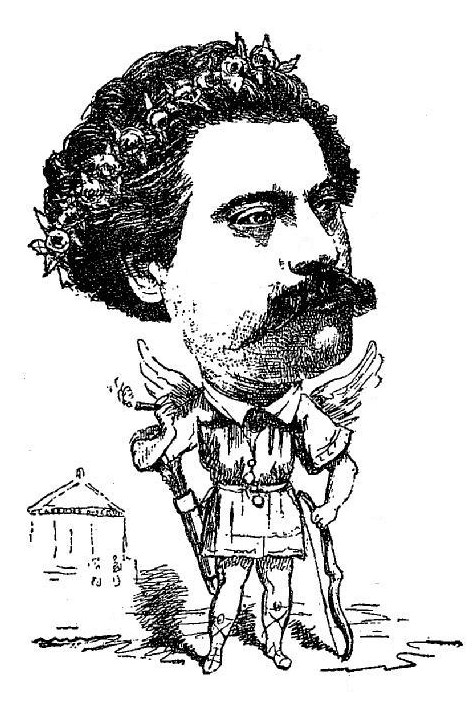
Hippolyte Ryon

## Pour approfondir